# Voi-La Intruder
Voi-La Intruder — дебютный студийный альбом американской группы Gogol Bordello, вышедший в 1999 году.
Песня «Letter to Mother» основана на произведении Сергея Есенина «Письмо матери».

## Список композиций
1. «Sacred Darling» (1:48)
2. «Voi-La Intruder» (3:07)
3. «Greencard Husband» (2:19)
4. «Passport» (4:21)
5. «Start Wearing Purple» (3:25)
6. «Shy Kind of Guy» (3:27)
7. «Mussolini vs. Stalin» (2:42)
8. «Letter to Mother» (3:50)
9. «God-Like» (5:32)
10. «Nomadic Chronicle» (4:21)
11. «Letter to Castro (Costumes for Tonight)» (3:20)
12. «Unvisible Zedd» (4:26)
13. «Sex Spider» (3:07)
14. «No Threat» (3:32)
15. «Against the Nature» (7:21)